# Język santome

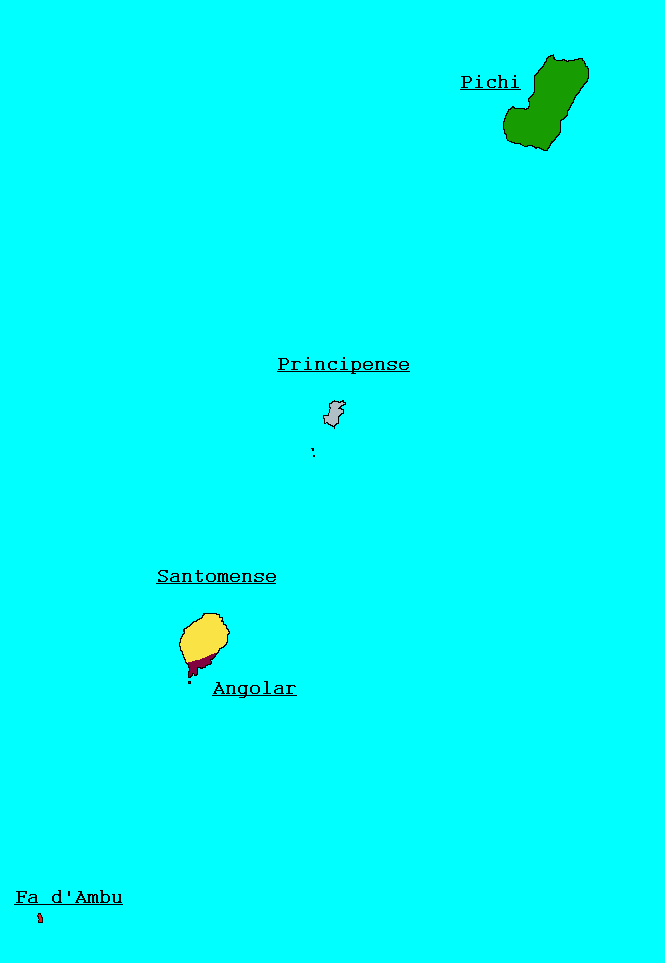
Mapa językowa Wysp

Język santome (port. são-tomense) lub fôlô (forro) – język kreolski na bazie portugalskiego, używany przez ok. 70 tys. mieszkańców Wysp Świętego Tomasza i Książęcej (2016). Różni się znacznie pod względem zasobu leksykalnego od języków kreolskich z Gwinei Bissau oraz Wysp Zielonego Przylądka. Substratem są głównie języki należące do grupy kwa i zachodniego bantu. Poza forro wyróżnia się odmiany angolar (uznawana niekiedy za osobny język) i moncó. Większość użytkowników zna również standardowy język portugalski.

## Cechy charakterystyczne
- Wypadnięcie interwokalicznego „nh”, np. portugalskie dinheiro wymawiane jest jako „dżelu”;
- Zmiany wymowy fonemu „r”, np. irmão wymawia się jako „limó”;
- Tworzenie czasów gramatycznych za pomocą partykuł cá („tutaj”) dla czasu teraźniejszego, zá (z portugalskiego já „już”) dla wyrażenia czasu przeszłego oraz gá bi dla czasu przyszłego[3].